# 미카엘 안톤손
미카엘 안톤손(스웨덴어: Mikael Antonsson, 1981년 5월 31일 실회브다 ~ )는 스웨덴의 전 축구 선수이다. 현역시절 포지션은 수비수였다.